# جورج جانيا
جورج جانيا (بالرومانية: George Ganea)‏ هو لاعب كرة قدم روماني في مركز الهجوم، ولد في 26 مايو 1999 في بوخارست في رومانيا. شارك مع منتخب رومانيا تحت 17 سنة لكرة القدم ومنتخب رومانيا تحت 21 سنة لكرة القدم. أما مع النوادي، فقد لعب مع رابيد بوخارست وسي إف آر كلوج ونادي روما للشباب ونادي فيتورول كونستانتا ونادي فيرتوس إينتيلا.

## وصلات خارجية
- جورج جانيا على موقع إي إس بي إن إف سي (الإنجليزية)
- جورج جانيا على موقع قاعدة بيانات كرة القدم.إي يو (الإنجليزية)
- جورج جانيا على موقع Soccerbase.com (لاعب) (الإنجليزية)
- جورج جانيا على موقع Soccerway.com (الإنجليزية)
- جورج جانيا على موقع عالم كرة القدم.نت (الإنجليزية)
- جورج جانيا على موقع أوليمبيديا (الإنجليزية)